# Шопинг

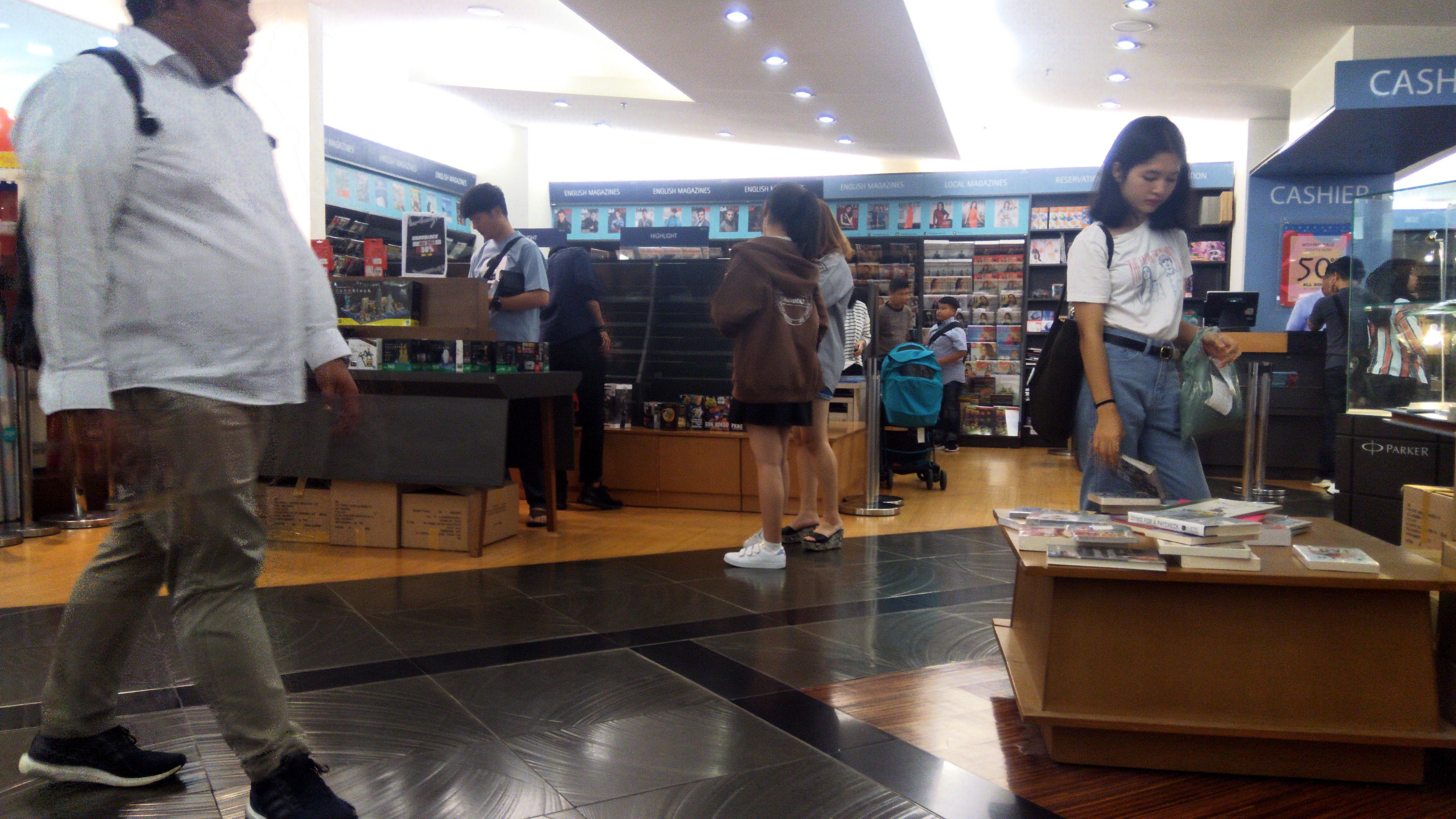
Шопинг на распродаже в книжном отделе торгового центра в Джакарте

Шо́пинг (англ. shopping) — форма времяпрепровождения в виде посещения магазинов, обычно в торговых центрах и комплексах, и покупки товаров — одежды, обуви, аксессуаров, головных уборов, подарков, косметики и др.

## Написание термина
В современном русском языке нормативное написание, зафиксированное в авторитетном орфографическом академическом ресурсе «АКАДЕМОС», — шо́пинг (а также: шо́пинговый, шопингома́ния, шо́пинг-сопровожде́ние, шо́пинг-терапи́я, шо́пинг-ту́р, шо́пинг-це́нтр), тем не менее в формально нормативных словарях русского языка — «Орфографическом словаре русского языка» Б. З. Букчиной, И. К. Сазоновой, Л. К. Чельцовой (6-е издание, 2010; ISBN 978-5-462-00736-1) и «Грамматическом словаре русского языка» А. А. Зализняка (6-е издание, 2009; ISBN 978-5-462-00766-8) — были зафиксированы «шоппинг-тур» и «шоппинг», соответственно. Между тем общая тенденция эволюции заимствованных слов с удвоенными согласными заключается в том, что удвоение согласной в корне слова не приживается в языке («согласная на конце корня в русском языке не удваивается»). Более того, удвоенная согласная по правилам английской орфографии указывает лишь на то, что предыдущий гласный звук краток (то есть, слог является закрытым), а на произношение самой согласной её удвоенная запись не влияет (ср. shop, shopping).

## Описание
Зачастую под «шопингом» понимается не просто покупка товаров, а весь комплекс, включающий также и попутные развлечения (рестораны, кафе, кино и пр.).
В современном постиндустриальном обществе примерно треть от всех производимых товаров предназначены для удовлетворения «реальных», жизненно важных потребностей людей, а остальная часть в основном относится к «необязательной» группе (новые модные модели мобильных телефонов, цветные «бульварные» журналы, «суперовощерезки», «сжигатели жира» и т. п.).
Как и в случаях с алкоголем, наркотиками, азартными играми, интернетом, едой, при увлечении шопингом может развиться болезненная зависимость — ониомания, в просторечии «шопоголизм». Психологам в процессе исследований удалось подтвердить, что люди, склонные к магазиномании (ониомании), при частых походах за покупками начинают обретать зависимость от этого процесса, пребывая в состоянии эйфории и снимая таким образом напряжение.

## Шопинг за границей
В России в последнее десятилетие набирает обороты так называемый шопинг-туризм. Шопинг-туры различаются по дальности предполагаемых поездок: ближнее и дальнее зарубежье. Под ближним зарубежьем в основном понимается юг Финляндии и Эстония, реже — Латвия, для Дальнего Востока это Китай и Южная Корея. Под дальним — большие города европейских государств — Лондон (Англия), Париж (Франция), Вена (Австрия), Рим, Милан (Италия) и т. д.
В странах Европы есть целые «торговые деревни» или outlet villages. Их количество порядка десяти. Здесь продаётся разнообразный качественный товар, от заколок до шикарных платьев. Примечательно то, что цены в торговых деревнях ниже по сравнению с магазинными иногда до 70 %. «Торговые деревни» очень популярны как и у самих европейцев, так и у приезжих из-за качества товаров, широкого ассортимента и огромных скидок.
В Италии, Франции, Англии, Германии и других европейских странах регулярно проводятся распродажи. В период распродаж по низким ценам продаётся не только одежда, обувь, но также и другие группы товаров, что приводит к большому спросу со стороны потребителей.
Период проведения распродаж часто совмещают с праздниками. Наиболее массовые распродажи со значительными скидками происходят в рождественские дни.
После введения Таможенным союзом новых правил по международным почтовым отправлениям, согласно которым в течение одного календарного месяца без уплаты пошлин можно получить из-за границы товары на сумму до 1 тысячи евро, начал набирать обороты так называемый онлайн-шопинг в заграничных интернет-магазинах.